# Young Americans (TV-serie)
Young Americans är en amerikansk TV-serie från år 2000 i 8 avsnitt. Spin-off från Dawson's Creek.
Serien sponsrades av Coca-Cola och produkten nämns eller syns i flera avsnitt.